# Гарвардська школа права
Гарвардська школа права (англ. Harvard Law School, HLS) — складова частина Гарвардського університету (Кембридж, штат Массачусетс), де викладається юриспруденція. Юридична школа Гарварда є однією з найпрестижніших у США (поряд з Єльською школою права).
Гарвардська школа права підготувала велику кількість відомих людей у галузі права і політики, у тому числі 44-го президента США Барака Обаму і кандидата у президенти Мітта Ромні у 2012 році. Світові лідери серед її випускників включають до себе нинішнього президента Тайваню Ма Ін-цзю, колишнього главу Світового банку Роберта Зелліка і колишнього президента Ірландії Мері Робінсон. 149 діючих федеральних суддів Америки є випускниками Гарвардської школи права. П'ять з дев'яти діючих суддів Верховного суду США закінчили школу (головний суддя Джон Робертс і судді Ентоні Кеннеді, Стівен Брейер, Антонін Скаліа і Хелена Каган; суддя Рут Бадер Гінзбург перевелась до Колумбійської школи права після завершення року навчання у Гарварді). Сім діючих американських сенаторів навчались у школі.
Гарвардська школа також підготувала велику кількість лідерів і новаторів у галузі бізнесу. Бізнес-лідери серед її випускників включають до себе поточного голову і головного виконавчого директора Goldman Sachs Ллойда Бланкфейна, нинішнього голову і власника більшості національних атракціонів мільярдера Самнера Редстоуна, нинішнього президента і головного виконавчого директора TIAA-CREF Роджер Фергюсона-молодшого та ін.
Школа випускає Гарвардський журнал міжнародного права.